# Wilton (Arkansas)
Wilton é uma cidade  localizada no estado americano de Arkansas, no Condado de Little River.

## Demografia
Segundo o censo americano de 2000, a sua população era de 439 habitantes.
Em 2006, foi estimada uma população de 429, um decréscimo de 10 (-2.3%).

## Geografia
De acordo com o United States Census Bureau, a localidade tem uma área de 3,4 km², sem área coberta por água.

## Localidades na vizinhança
O diagrama seguinte representa as localidades num raio de 32 km ao redor de Wilton.